# Симонян, Сейран Суренович
Сейран Суренович Симонян (род. 26 января 1986) — российский и армянский борец греко-римского стиля, обладатель Кубка мира в команде.

## Карьера
В июне 2008 года в Новосибирске стал бронзовым призёром чемпионата России. В марте 2009 года в составе сборной России во французском Клермон-Ферране стал обладателем Кубка мира, а в личном зачёте серебряным призёром. В июне 2009 года в Краснодаре во второй раз завоевал бронзовую медаль чемпионата России. В январе 2010 года в Тюмени, одолев в финале Миграна Арутюняна стал победителем Гран-при Ивана Поддубного. С 2012 года представляет Армению.

## Спортивные результаты
- Чемпионат Европы по борьбе среди кадетов 2003 — 6;
- Гран-при Ивана Поддубного 2008 — ;
- Чемпионат России по вольной борьбе 2008 — ;
- Гран-при Ивана Поддубного 2009 — ;
- Чемпионат России по вольной борьбе 2009 — ;
- Кубок мира по борьбе 2009 (команда) — ;
- Кубок мира по борьбе 2009 — ;
- Гран-при Ивана Поддубного 2010 — ;
- Кубок мира по борьбе 2010 (команда) — 4;
- Кубок мира по борьбе 2010 — 9;